# Trébonien Galle
Trébonien Galle ou Trebonianus Gallus (Caius Vibius Trebonianus Gallus) est empereur romain de mi-juin 251 à août 253.

## Sources
Si l'Histoire Auguste est lacunaire sur le règne de Trébonien, les autres auteurs antiques sont critiques. Eutrope affirme que lui et son fils Volusien ne firent rien de remarquable. Aurelius Victor les décrit comme des princes faibles, préoccupés du sort des victimes de la peste mais auxquels leur attrait pour le luxe et les plaisirs fait perdre le soutien des armées. Zosime insiste sur leur incompétence.

## Biographie
Il est consul suffect avant 251, probablement vers 240.
Avant son élévation, Trébonien Galle est gouverneur de Mésie, région où Dèce accomplit sa dernière campagne, contre les Goths. À la mort de Dèce, Trébonien se fait acclamer empereur par ses soldats. Sans doute pour écarter les soupçons d'avoir provoqué la catastrophe au cours de laquelle Dèce a trouvé la mort, il décide d'associer à l'Empire le fils survivant de Dèce, Hostilianus, avec le titre d'Auguste, en même temps que son propre fils Volusien reçoit celui de César. Cependant Hostilianus décède peu après et Volusien récupère le titre d'Auguste.
Trébonien commence par négocier une paix avec les Goths. Il achète leur retraite contre la livraison de ravitaillement et le paiement d’un tribut annuel et leur abandonne les prisonniers romains. Ces conditions scandalisent les contemporains et n'empêchent pas les Goths de s'agiter à nouveau en 253. Trébonien envoie Volusien mener une nouvelle expédition. Sur place, Marcus Aemilius Aemilianus, gouverneur de Mésie, connaît plusieurs succès militaires et ses hommes le proclament empereur. Trébonien charge Publius Licinius Valerianus de réprimer cette usurpation. Mais avant de parvenir en Mésie, les soldats de ce dernier le désignent empereur.
Quatre prétendants se disputent l'Empire et leurs armées se rencontrent à Terni en Ombrie : Trébonien et Volusien sont tués, puis c'est le tour d'Émilien qui laisse l'Empire au seul Valérien.

## Noms successifs
- Naît Caius Vibius Trebonianus Gallus.
- 251, accède à l'Empire : Imperator Caesar Caius Vibius Trebonianus Gallus Pius Felix Invictus Augustus.
- 253, titulature à sa mort : Imperator Caesar Caius Vibius Trebonianus Gallus Pius Felix Invictus Augustus, Pontifex Maximus, Tribuniciae Potestatis V, Imperator, Consul II, Pater Patriae.